# Дубайский трамвай
Дуба́йский трамва́й (араб. ترام دبي‎) — это система трамвайного движения, расположенная в Аль-Суфухе, Дубай, Объединённые Арабские Эмираты. Трамвайные пути тянутся на 14,5 километров вдоль дороги Аль-Суфух от Дубай Марины до Палм-Джумейра и Аль-Суфух. Дубайский трамвай соединяется со станциями Jumeirah Lakes Towers и DAMAC Properties Красной линии Дубайского метрополитена, а также ожидается, что в будущем трамвай соединит еще две станции. Дубайский трамвай также соединен с монорельсовой дорогой Palm Jumeirah у входа в Palm со стороны Суфух-роуд.
Первый участок трамвайной линии протяженностью 10,6 километра (6,6 мили), обслуживающий 11 станций, был торжественно открыт 11 ноября 2014 года шейхом Мухаммедом бен Рашидом Аль Мактумом — вице-президентом и премьер-министром ОАЭ и правителем Дубая. Линия официально была открыта для общественного пользования 12 ноября 2014 года в 06:30.
Дубайский трамвай является четвёртым трамвайным проектом в мире после Бордосского трамвая в 2003 году и трамваев Реймса и Анже в 2011 году, который будет питаться от наземной системы электроснабжения Alstom APS.

## Строительство
Планированием и строительством Дубайского трамвая занимался консорциум Alstom, Besix и Parsons.
Первая трамвайная линия, должна была быть открыта в апреле 2011 года, однако её открытие было отложено до ноября 2014 года.
По состоянию на 10 октября 2010 года строительные работы на Дубайском трамвае продолжались в соответствии с запланированным завершением на 2014 год. Однако через месяц проект был приостановлен из-за нехватки финансов. Строительство трамвая было возобновлено в январе 2011 года, когда было завершено 30% 1-й линии. В середине 2014 года трамвайная линия вступила в фазу тестирования, а в ноябре начала функционировать 2014.

## Работа трамвая
Дубайским трамваем управляет компания Keolis MHI по контракту с Управлением дорог и транспорта Дубая.
В трамвае работает более 80 сертифицированных водителей. Чтобы обеспечить безопасность трамвая и пассажиров, каждый водитель обязан пройти тест на алкоголь перед управлением трамваем. В трамваях также есть переключатель мертвеца, который водители должны нажимать каждые три-пять секунд, в противном случае трамвай остановится.

### Часы работы
Дубайский трамвай ходит с 06:30 до 01:00, за исключением пятницы, когда он ходит с 09:00 до 01:00.

### Тарифы
Фиксированный тариф на проезд в трамвае составляет 3 дирхама ОАЭ за поездку независимо от пройденного расстояния, что делает его одним из самых дешёвых тарифов на трамваи по сравнению с другими городами. Стоимость проезда для пассажиров, пользующихся билетом Red Nol, составит 4 дирхама ОАЭ за поездку.
Дети до 5 лет ездят бесплатно, а для детей старше 5 лет необходима карта Nol. Студенты могут воспользоваться 50% скидкой, если они оформят синюю карту Nol Card.
За 2014 год на Дубайском трамвае проехала 531 000 человек.

## Подвижной состав
Дубайский трамвай использует 11 трамваев Alstom Citadis 402 для этапа 1. Длина трамваев составляет 44 м, вместимость — 408 пассажиров. Максимальная скорость составляет 50 км/ч, что дает среднюю скорость 20 км/ч.
Трамваи используют наземный источник питания Alimentation par le Sol II (APS II) и поэтому не нуждаются в воздушных кабелях. Дубайский трамвай является первой в мире трамвайной сетью, использующей на станциях сетчатые двери платформы, а также новый режим контролируемой эксплуатации транспортного средства (SVO), который обеспечит точную остановку на станции и безопасность во время пересадки пассажиров. Трамваи имеют Золотой (первый) и серебряный классы, а также места, предназначенные для женщин и детей.
Первый трамвай был представлен Маттару Аль Тайеру, председателю Дорожно-транспортного управления, на заводе Alstom в Ла-Рошели 14 июня 2013 года.